# 生物燃料

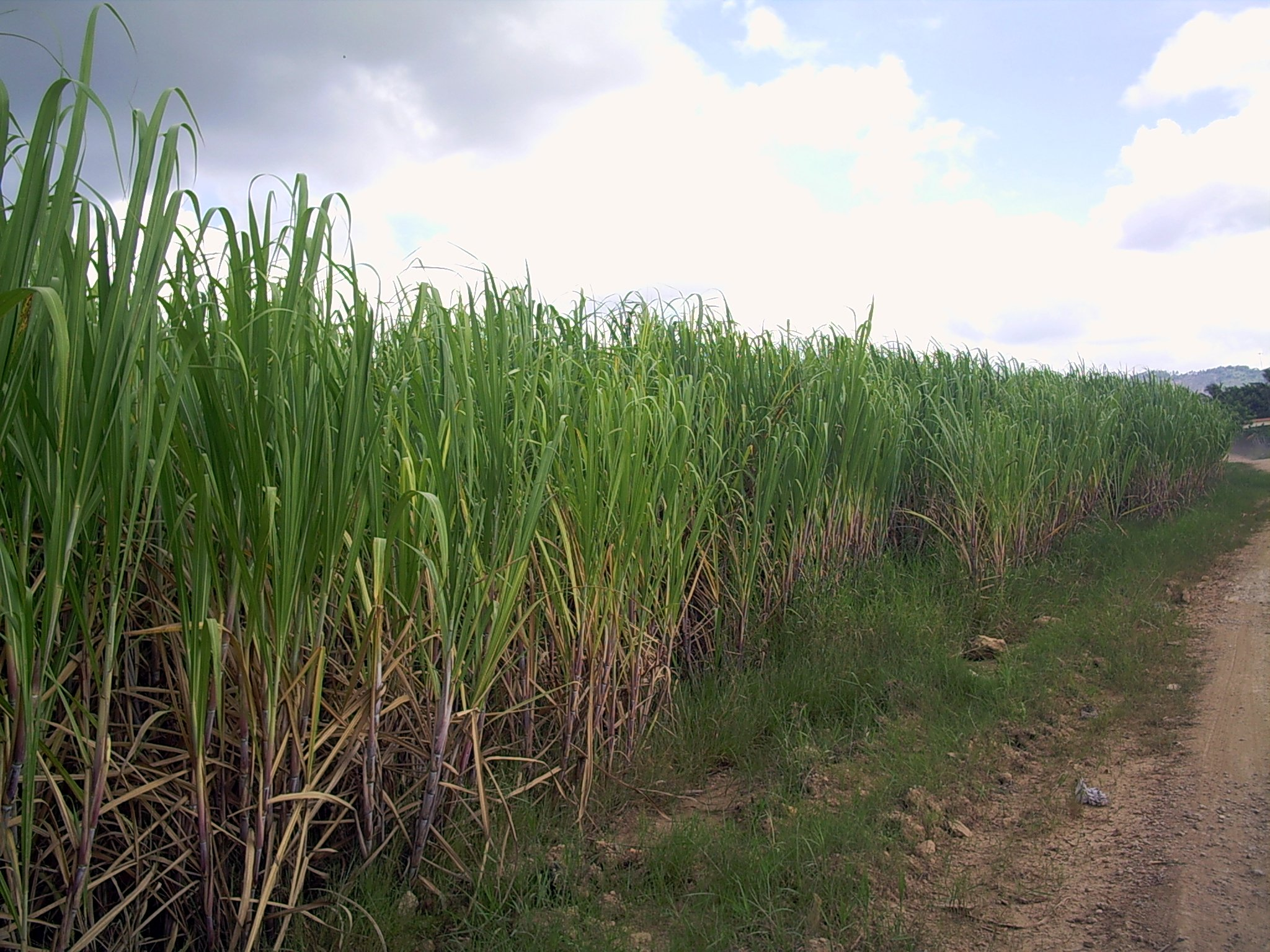
甘蔗可以用來生產酒精（即乙醇）。

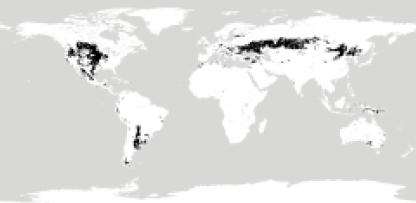
世界上最肥沃的耕地

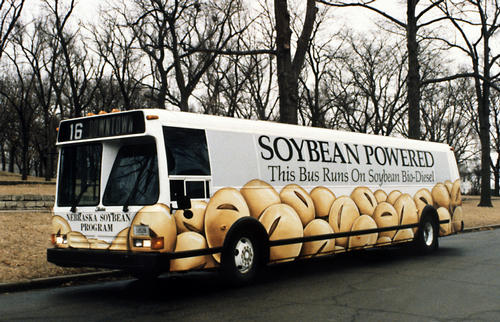
生物燃料公車

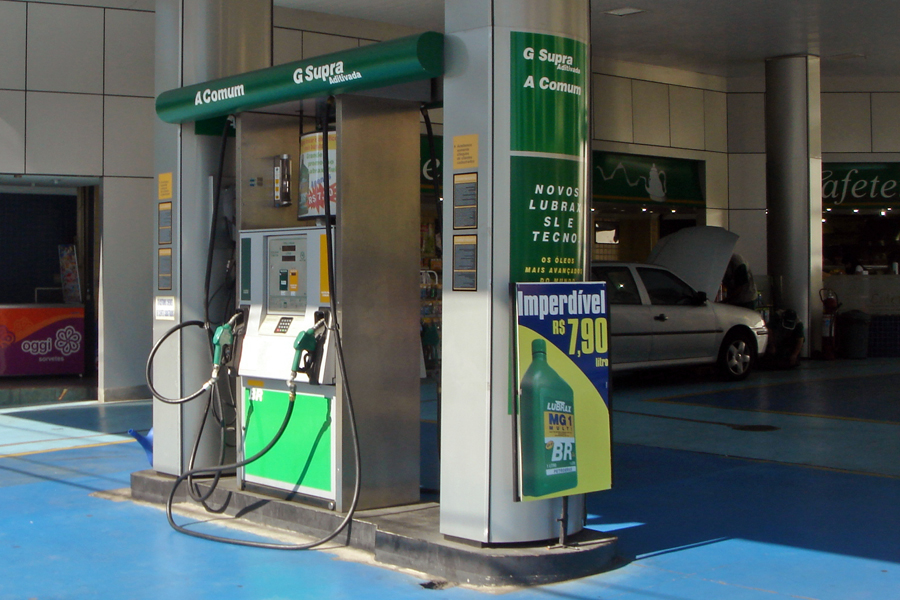
巴西酒精汽油加油站

生物燃料（英語：Biofuel）、生質燃料或生態燃料或生質能，泛指由生物质組成或提炼而成的固态、液态或气态可再生燃料。常见的生物燃料包括生物燃气、生物乙醇、生物柴油、颗粒燃料和藻类生质燃料，而木材燃料（木柴和木炭）、干粪燃料、植物油和动物脂肪等能量密度、能效和加工技术水平都较低的燃料严格意义上也可以归为生物燃料的范畴。
生物質可以用三種不同的轉化方法轉化為易於利用、含有能量的物質，包含熱轉化、化學轉化和生物化學轉化。此生物質轉換可能會產生固體、液體或氣體的形式，而這種新的生物質可用作生物燃料。所謂的生物質係指有機活體或者有機活體新陳代謝的產物，例如牛糞。不同於石油、煤炭、天然气等傳統化石燃料，這種新興燃料是一种可再生能源。因為油價上漲、能源安全和环境保护等方面的可持续发展需求，生物燃料越來越受歡迎。然而根據歐洲環境署，生物燃料並不一定能減緩全球暖化。比如酯交換反應生成的生物柴油在高纯度的情况下可以被用作机动车燃料，但它通常只是作為柴油的添加劑，以降低尾气排放的微粒、一氧化碳和烴類空气污染。
2010年，全球生物燃料產量達到1050億公升（280億美制加侖），較2009年增長17％。生物燃料提供世界上道路交通燃料的2.7％，其中主要是生物乙醇和生物柴油。全球燃料乙醇的生產在2010年達到了860億公升（230億美製加侖），其中美國和巴西為世界上產量最多的生產者，佔全球產量的90％；世界上最大的生物柴油生產者是歐盟，佔2010年生物柴油總生產的53％。國際能源署有一個目標，到2050年用生物燃料滿足超過全球需求運輸燃料的四分之一，以減少對石油和煤炭的依賴。

## 來源
專門培植為生物燃料原料的作物，有主要在美國出產的玉米和黃豆；主要在歐洲的亞麻籽和油菜籽；巴西的甘蔗；東南亞的椰子油。工業、農業、林業、一般家庭製造出可生物分解的產物都可以作為原料，例如：稻草、麥梗、稻糠、木薯、木材、糞便、廢水和廚餘等。這些原料經由無氧消化轉換為生化氣體。製成燃料的生物質，其原料常常是一些未被充分使用的廢棄物，像稻秣與動物廢棄物。至於木材與草的品質並不直接影響能量產生的多寡。
現在有許多科學家開始研究使用藻類或藍菌做為另一種生物燃料的原料，應用的層面包括生質柴油、甲醇、乙醇、甲烷，甚至氫燃料。以大麻做為原料的研究也在增加，但大麻的研究還得面對法律方面的問題（為了避免毒品問題而對大麻種植的限制）。巨皇草收成快體積大，燃燒時與煤炭的能量比為5:3所以5噸可以取代3噸煤炭，另外該草不必像生物柴油一樣經過提煉過程為液態才能使用，簡單加工後可以直接燃燒，適用經濟較貧困的地區或低成本產業，所以巨皇草已經被列為尖端抗暖化措施在進行研究。
在一些工業化的國家，例如德國，因為一般燃料的課稅比食物的高，所以由每單位食物產生能量的價錢較用一般燃料便宜。

## 演進
早在发现火以來，人类就开始將生物燃料作取暖和煮饭用。当电被发现后，生物燃料原本將被大量用能源生产。然而石化燃料：煤炭、石油、天然气被大量发现与其应用技术的发展，使得生物燃料在能源、交通运输等方面的功能被世人所忽略。
液态生物燃料的应用始于早期的汽車工业。內燃机的发明者，德国的尼古拉斯·奧托(Nikolaus Otto)，計畫用乙醇做为這項发明的燃料。柴油引擎的发明者，德国的鲁道夫·狄塞爾（Rudolph Diesel），打算拿花生油做为它的燃料。由亨利·福特發明的福特T型车，完全使用乙醇为燃料。但是，在賓州与德州的油田被发现后，石油变得很便宜也极易取得，于是汽車便开始改用汽油或柴油。

## 難題
為了種地而燒荒拓墾，可能排放許多的二氧化碳，需要數十年甚至數個世纪的生物燃料才能補償。為了製造及運輸生物燃料也會產生污染、二氧化碳排放及使用水資源、化學肥料。在地生產使用生物燃料可以減少這些問題，但是就算在地生產，有些生物燃料在環保上可能還是不值得，例如有研究顯示、一些已經量產的生質酒精其實是高污染燃料。在經濟上也可能不值得，例如玉米酒精比化石燃料製造出更多的碳及污染排放。
為了生產生物燃料，許多土地被改為農地，尤其是開發新的農地也會破壞生態。由於生物燃料的需求增加，在有些第三世界國家的農民，可能把原本用來生產糧食作物的土地，拿來種植能源作物，減少糧食作物的生產。生物燃料的大量使用也造成糧食價格上漲，並威脅貧窮人口的生存。

## 未來發展
未來藻類（例如海藻）來生產生質柴油會是發展方向之一，藻類生質燃料生產效率高，不需使用耕地也能減輕生質能源可能對農產品價格的影響。不過，技術上還需一些突破，藻類生質燃料成本較高，部份藻類是基因改造品種，預防這類藻類混入生態系統也是個課題。
用痲瘋樹(又名桐油樹)可用於生產生物燃料，這些作物可生長在不適於糧食作物生長的荒地、幾乎不需施肥，其種子亦不可食用，對糧食生產影響更小。但就算能源作物本身不可食、也可以在不食之地種植，但是還是有減少糧食生產的可能。採用廢棄食用油來生產生質柴油不會佔用食物來源，被認為是目前真正值得推廣的生物燃料，但是廢油中含有許多無用物質，會增加生產問題。纖維素乙醇是採用人體無法消化的部位，因此不會降低糧食生產，也可以減少新農地的需求，但是由於植物的細胞壁（纖維素主要存在的位置）構造相當複雜，且含有許多不同物質，因此以現在的技術來說，生產成本較高；此外，農業廢棄物同時也是一種良好而且重要的有機肥料，因此纖維素乙醇的大量使用也是有環保上的疑慮。
纖維酒精也有不需額外耕地也不會跟現有糧食競爭的優點。核能研究所為配合台灣能源政策，2006年起積極發展第二代生質燃料之一－纖維酒精之生產技術，以全球及亞洲地區產量最為豐富的農業廢棄物稻稈為研究起點，2007年建立國內第一座實驗型纖維酒精程序研發設施，2009年建置日處理1噸纖維原料之噸級測試廠，並設有電力、蒸汽及水處理等完整公用設施。此測試廠除作為國內、外開發纖維酒精製程、生物酵素與發酵菌株之平台外，其所發展之纖維酒精量產技術亦可為國內商轉廠設計、能源效益及生產成本評估之基礎。未來測試廠將由纖維酒精發展為生物精煉技術平台，成為台灣研究生質精煉之重鎮，並朝向石化產業高值化之發展邁進。（資料來源：核能研究所 （页面存档备份，存于）100年度-新能源與再生能源科技研究成果年報）。
美軍已經決定大量採用藻類生質燃料取代部份航空煤油。

### 引用
1. ↑  .   [2013-08-28]. （原始内容存档于2019-03-03）.
2. 1 2  . Worldwatch Institute. 2011-08-31  [2011-08-31]. （原始内容存档于2012-05-30）.
3. ↑   (PDF). 2011  [2013-08-28]. （原始内容存档 (PDF)于2014-07-22）.
4. ↑  豐田研發海藻作優質生物燃料 （页面存档备份，存于），亞洲時報
5. ↑  復旦大學：海藻滸苔可望提煉出生物油 （页面存档备份，存于），中國經濟網
6. ↑  首架純生物燃料飛機歐洲試飛完全采用海藻生物燃料[永久]，大公報
7. ↑  核能研究所 （页面存档备份，存于）100年度-新能源與再生能源科技研究成果年報

## 外部連結
- （中文）綠色和平：生物燃料非解決氣候變化出路. （页面存档备份，存于）
- （中文）聯合國專家：生物燃料是反人類罪
- （中文）生物燃料 － 下一代的再生能源 - 台灣中興大學網頁
- （英文）Biofuel Review （页面存档备份，存于）

Template:新兴技术